# デカフェ
デカフェ（英語: decaf /díːkæ̀f/ (ディーキャフ)、decaffeinatedの略、「デカフェ」はフランス語: décaféination /de.ka.fe.i.na.sjɔ̃/ に由来した発音）とは、本来カフェインを添加する飲食物からカフェインを除く事でカフェインを含まなくなった飲食物。ディカフェ、ノンカフェイン、カフェインレスともいう和製英語。

## カフェインレス・コーヒー
カフェインレス・コーヒーは、脱カフェイン処理したコーヒー（豆、抽出液、インスタントコーヒー）である。欧米では健康上の理由などからカフェインを敬遠したい人々にカフェインレス・コーヒーが広く受け入れられており、カフェインレス・コーヒーは世界のコーヒー市場の約10%を占めている。カフェインレス・コーヒーはその製造過程でカフェイン以外の成分の損失が避けられず、味や香りの面で通常のコーヒーに劣るため購入頻度が少ない。
ヨーロッパでは規格が設けられており、カフェイン含量がコーヒー豆中の0.2%以下、インスタントは0.3%以下である品以外は「デカフェ」という名称を使うことはできない。日本にも欧米製が輸入されているが需要は少なく、カフェイン含量の規定も存在しない。
デカフェの発明がコーヒーの成分究明のきっかけにもなった。①コーヒーの苦味成分がカフェインだけでない事、②コーヒーの薬理作用についても中枢神経興奮作用がカフェインに負う部分が大きい事、③腸管蠕動促進作用などがカフェイン以外の成分による事などがカフェインレス・コーヒーと通常のコーヒーとを比較した実験から明らかにされている。
製法を大別すると脱カフェイン法とカフェインレス・コーヒーノキを作製する方法の2つが存在している。

### 脱カフェイン法
精製した生豆からカフェインを除く方法である。生豆を有機溶媒・水・超臨界流体化した二酸化炭素などの溶媒に浸してカフェインを抽出。カフェインが比較的脂溶性が高いという性質を利用して抽出するものであり、水抽出法の場合も一旦、水に抽出された成分の中からカフェインのみを抽出除去する方法が採られる。抽出されたカフェインは精製して医薬・工業に用いられる。
脱カフェイン法は最初に開発されたデカフェ製造法であり、これに替わる方法は2004年時点では実用化されていない。他の水溶性・脂溶性成分の損失が不可避で、特に香気成分が多く失われる点がある。

#### 有機溶媒抽出
有機溶媒抽出、あるいはケミカル・メソッド（chemical method, chemical process）と呼ばれる。1906年にドイツで開発された世界最初の脱カフェイン法。蒸気で膨潤させたコーヒー生豆を抽出槽に充填し、そこに有機溶媒を通してカフェインを抽出する。十分な水分の存在下では水と有機溶媒との間で成分の分配が起こるが、カフェインが比較的疎水性が高いため有機溶媒側に多く分配される点を利用して、選択的に抽出除去を行うものである。
用いる溶媒には、
1. カフェインを十分に抽出可能である事
2. カフェイン以外の水溶性成分の損失が少ない事
3. 抽出後に溶媒除去が容易である事
4. 抽出中にカフェインやその他の分子と化学反応を起こさない事

が要求される。これらの条件を満たすものとして昔はベンゼン（沸点 80.1℃）、クロロホルム（61-62℃）、トリクロロエチレン（86.7℃）などが用いられていたが、これらの有機溶媒が残留する可能性が問題視され、現在はより沸点の低いジクロロメタン（39.75℃）が用いられることが多い。
安価な方法だが、カフェイン以外の成分の損失が大きいため風味で劣り、有機溶媒を直接生豆に接触させるため消費者が健康面での不安を抱きやすいという短所がある。

#### 水抽出
水抽出、ウォーター・メソッド（water method, water process）、スイス式水抽出法（Swiss water method）と呼ばれる。1941年に開発され、翌々年の1943年にはアメリカで特許取得されている。
コーヒー生豆を充填した槽に水を通してカフェインを水溶性成分ごと抽出し、続いてこの抽出した相から有機溶媒でカフェインを抽出除去する。カフェインを除いた後の相は残留する有機溶媒を除いた後で再び生豆の槽に循環され、有機溶媒で抽出されなかったカフェイン以外の水溶性成分が再び生豆に戻される仕組みである。
この方法は以下の利点がある。
1. 有機溶媒が直接、生豆に接触しないために安全性が向上する
2. 水抽出された成分のみから有機溶媒で抽出されるため、二段階の選択となり、カフェイン以外の成分の損失が抑えられる
3. 用いた有機溶媒の再回収が容易であるため経済的である

#### 超臨界二酸化炭素抽出
超臨界流体の状態にした二酸化炭素でカフェインを抽出するもの。1974年に開発。超臨界流体はコーヒー豆内部への浸透性と成分の抽出効率の両方に優れている。温度と圧力の条件を変えることで、親水性〜疎水性のさまざまな成分の抽出に適した条件を選択することが可能である。
二酸化炭素は31.1℃以上かつ73.8気圧以上の状態で超臨界二酸化炭素になる。より常温常圧に近く（例えば水では374℃以上かつ220気圧以上）、生成が比較的容易であり、超臨界状態でも他の物質との化学反応を起こしにくい（超臨界水は極めて反応性が高い）という特性を持つ。また抽出後、常温常圧に戻せば二酸化炭素の除去は極めて容易であり、万一残留してもその毒性を考慮する必要がない点、廃液処理の必要がない点、有機溶媒のような燃焼性がなく火災の心配がいらない点など、有機溶媒抽出法の欠点を補った、極めて優れた脱カフェイン法だとされている。
改良案として、前処理として生豆を蒸気で膨潤させての水分量調整と、150～180℃、120～180気圧という条件などが検討されている。

### カフェインレス・コーヒーノキ
脱カフェイン法に替わる方法として最初からカフェインを含まないコーヒーノキを育種する試みがなされている。カフェインレス・コーヒーは欧米での市場規模も大きいため、バイオ・ベンチャー・ビジネスの方面からも注目されている。
2004年に、遺伝子組み換えの手法を用いたものと従来から行われている人工交配による育種によるものの2例で、カフェインレス・コーヒーノキの作製に成功している。実用化には至っていない。

#### 遺伝子組換え
遺伝子組み換えによるカフェインレス・コーヒーノキは、2003年に奈良先端大の佐野浩教授らのグループによって初めて作製された。カフェインの生合成に必須なテオブロミン合成酵素の発現を抑制するように合成したsiRNAを、アグロバクテリウムを使ってコーヒーノキに遺伝子導入することで、カフェインとその前駆体になるメチルキサンチン類の合成を抑えた。
カフェイン合成酵素の遺伝子の同定があり、この業績がある。カフェイン合成酵素は酵素活性の存在は知られていたものの、単離の難しさ故にクローニングが難航していたものの一つである。このカフェイン合成酵素をお茶水大の芦原らのグループが2001年に世界で初めてチャから単離し、それに続いて佐野らがコーヒーノキから単離に成功していた。この時得られた遺伝子配列があって、初めてこの研究は可能になったのである。
しかしながら、この時用いられたコーヒーノキは商品価値で劣るロブスタ種 (Coffea canephora) であった。また報告されたカフェインの含量は全量が3分の1程度に低下したのみであり欧米のデカフェの規準値には至らなかった。

#### 育種
従来通りの交配による品種改良でカフェインレス・コーヒーノキを作ろうという試みも古くから続けられていたが成功例はほとんどなかった。しかし、2004年にブラジルのファズオリらの研究グループが1987年から継続していた品種改良によって、0.076%（生豆乾重量中）という極めてカフェイン含量の少ない品種の作製に成功したことを報告した。品種はアラビカ種で商品価値の高いムンドノーボ(C. arabica 'Mundo Novo')を起源としており欧米のデカフェ規準も満たしているが、実際にはカフェインの量こそ少ないものの、その直前の生合成中間体であるテオブロミンが通常のものより多く蓄積している。

## 歴史
- 1819年 ドイツのフリードリープ・フェルディナント・ルンゲがコーヒーからカフェインを単離。
- 1903年 ドイツで脱カフェイン技術が考案される。
- 1941年 ベリーとウォルターズが水抽出法を開発。
- 1974年 超臨界二酸化炭素によるカフェイン抽出法の開発。
- 1978年 西ドイツHAG社にて超臨界二酸化炭素抽出の工業化。
- 2000年 芦原らがチャのカフェイン合成酵素の遺伝子を同定[3]。
- 2001年 佐野らがコーヒーノキのカフェイン合成酵素の遺伝子を同定[4]。
- 2003年 佐野らが遺伝子組換え技術を用いたカフェインレスコーヒーノキの作製に成功[2]。
- 2004年 ブラジルでカフェイン含量の少ないアラビカ種のコーヒーノキの育種に成功[1]。